# Nina Keïta
Pour les articles homonymes, voir Nina et Keita.
Nina Keïta, est née le 1er février 1982 à Abidjan. Elle est directrice générale adjointe de la Société de Gestion des Stocks pétroliers de Côte d’Ivoire en abrégé Gestoci depuis le 19 juin 2019,,.

## Biographie

### Famille

#### Origines
Nina Keïta est née le 1er février 1982 à Abidjan en Côte d’Ivoire. Elle est la fille de Hadja Sita Ouattara, maire de la commune de Gbéléban et sœur du président en exercice de la Côte d’Ivoire, Monsieur Alassane Ouattara,.

#### Vie privée
Nina Keïta est mariée à Adama Kamara, Avocat d'affaires, homme politique, Député de la ville d'Odiénné et Ministre ivoirien de l'emploi et de la protection sociale, depuis le 6 avril 2021. Elle est mère d'un enfant.

### Formation
Nina décroche en 1998 un baccalauréat série S, à 16 ans. En 1999, elle intègre l’École Supérieure des Sciences Commerciales ESSCA d'Angers (France) où elle obtient en 2005, un Master en Business.
Elle est également titulaire d’un Master of Business Administration (MBA), obtenu en 2018 après 2 années d’études passées à Columbia Business School (CBS), l’école de commerce de l'Université Columbia, à New York,
Elle a également obtenu la certification Management Excellence Lean Six Sigma Green Belt.

### Parcours professionnel
En 1999, elle entame sa carrière dans l'industrie de la mode et du luxe comme mannequin,. Elle participe à plusieurs défilés dont Kenzo et Three as four et fait la couverture de plusieurs grands magazines de mode dont : le WWD, Luire et Clam.
Elle est représentée successivement par les agences suivantes : Karin Models (Paris et New York), Ford Models (New York), Wilhelmina et NEXT Models Management (New York).
Elle collabore avec de nombreuses marques dont Old Navy, Macy's, Cover Girl, MAC Cosmetics, Garnier, Printemps Haussmann ou encore THEIA Couture,,.
Elle est par la suite recrutée en tant que spécialiste en marketing technologique au sein de The Estée Lauder Companies Inc., leader mondial des cosmétiques. De retour en Côte d’Ivoire en 2014, elle intègre le secteur public en tant Conseiller technique, chargé de la communication du Ministre du Budget et du Portefeuille de l’État, M. Abdourahmane Cissé (2014-2016),,.
Le 19 juin 2019, elle prend fonction comme directrice générale adjointe (DGA) de la Société de gestion des stocks pétroliers de Côte d’Ivoire (GESTOCI), l’entreprise publique chargée de la gestion du stock de sécurité de l’État et de la livraison de produits pétroliers à la clientèle,,,,.
Le 5 novembre 2021, la Société de gestion des stocks pétroliers de Côte d’Ivoire (GESTOCI) obtient avec sa participation, le prix d’Excellence de la meilleure entreprise du secteur pétrolier à l'occasion de la 8ᵉ édition de la Journée Nationale de l’Excellence (JNE 2021).